# 2067年12月6日日食
2067年12月6日日食为一次在协调世界时2067年12月6日出現的一次日全環食。該次日食食分為1.0011，食甚維持時間08秒。

## 概述
這次日食的食分是1.0011，全環食維持08秒。

## 基本參數
- 類型：日全環食
- 食最大地點資料：
  - 日期：2067年12月6日
  - 時間：14時3分43秒
  - 地點：6S 32W
  - 食分：1.0011
  - 日全環食持續時間：08秒

## 外部連結
- NASA未來日食資料（页面存档备份，存于）
- 可見區域圖和時間統計：由弗雷德·埃斯佩纳克做出的日食預報，NASA/GSFC
  - Google互動地圖呈現的日食範圍
  - 貝塞爾元素